# サンビームヘビ
サンビームヘビ (学名:Xenopeltis unicolor, 英名:sunbeam snake) は、サンビームヘビ科サンビームヘビ属に分類するヘビの仲間。無毒種。

## 分布
インド、タイ、カンボジア、ラオス、ベトナム、フィリピン、中国(広東省と雲南省)、シンガポール、インドネシア、マレーシア、ニアズ島、ムンタワイ島に生息する。

## 形態
全長は70~120cm。体色は全身黒褐色で、外見はメキシコパイソンに似る。表面下の暗色の色素胞によって虹色の光沢のある鱗を持ち、属名Xenopeltisはこの鱗から「奇妙な鱗」という意味で命名された。頭部は平たいくさび型になっており、腹部は白一色。幼蛇時は頸部には、はっきりとした白色帯模様を持つが、成長と共に薄れる。鱗は滑る様に真っ直ぐになっている。

## 生態
森林を好むが、田んぼなどの開けた場所でも見られる。夜行性のため、半地上、半地中生で、敵に襲われた時は虹色の光沢で、敵の目を眩ます。首を振って威嚇する。
食性は動物食で、トカゲ、ヘビ、ネズミなどの小型哺乳類といった地中性の脊椎動物を食べる。
繁殖形態は卵生で、6~17個の卵を産む。

## 人間との関わり
ペットでも飼育されており、日本にも輸入されている。飼育は難しくなく、初心者でもおすすめ。床材はヤシガラが望ましい。神経質で、長時間ハンドリングをするとストレスの原因にもなる為、ほどほどにするのがいい。